# بی تاون (تگزاس)
بی تاون، تگزاس(به انگلیسی: Baytown, Texas) شهری در ایالت تگزاس از ایالات جنوبی ایالات متحده آمریکا است. در سرشماری سال ۲۰۰۰، جمعیت این شهر ۷۲۲۱۵ نفر اعلام شد.